# Hulják Pál
Hulják Pál (szlovákul Pavel Huljak) (Garamújfalu, 1881. január 25. – Léva, 1958. október 29.) pedagógus, múzeumigazgató.

## Élete
1900-ban a lévai tanítóképzőben szerzett pedagógus-nevelő képesítést. 1907-ben Budapesten a beszédsérült gyermekek tanítására is pedagógiai-, majd 1923-ban a lévai tanítóképzőben polgári iskolai rajztanári képesítést kapott.
Előbb ruszin településen, majd Alsórakoncán tanított. Ott falukönyvtár és fogyasztási szövetkezet alapításában vett részt. Ezután Horhin, majd 1911-től Pilisszentlászlón lett iskolaigazgató és kántor. Ott postamesteri, segédjegyzői és egyéb feladatokat is ellátott. 1919-ben megalapította a helyi Hangya Szövetkezetet.
Csehszlovákia létrejötte után 1920-1922 között Garamsolymoson lett tanító. Itt a helyi színjátszókört és a krónikát is vezette. 1922-től a lévai iskolafelügyelőség kinevezte Csejkő iskolaigazgatójává, majd Léván lett polgári iskolai természetrajz és geometria tanár.
1946-ban nyugdíjasként lett a lévai múzeum igazgatója. Az ő érdeme a háború sújtotta múzeum gyűjteményeinek megmentése, szétválogatása és újrainstalálása. Léva-Baratka lelőhely régészeti feltárásának megszervezője a nyitrai Régészeti Intézet által. A városi könyvtár vezetésével is megbízták. Újra fellendítette a múzeumi és honismereti turisztikai életet a városban.
1954-ben a múzeumi tevékenységet a Városházáról a ferences kolostorba való költözés szakította meg. 1956 novemberében átadta igazgatói posztját, de haláláig a múzeumban dolgozott.

## Emlékezete
- Pavel Huljak emlékérem